# Mary Ellen Clark
Mary Ellen Clark, född den 25 december 1962 i Abington, Pennsylvania, är en amerikansk simhoppare.
Hon tog OS-brons i höga hopp i samband med de olympiska simhoppstävlingarna 1996 i Atlanta.